# سیدر هیل (تگزاس)
سیدر هیل، تگزاس(به انگلیسی: Cedar Hill, Texas) شهری در ایالت تگزاس از ایالات جنوبی ایالات متحده آمریکا است. در سرشماری سال ۲۰۰۰، جمعیت این شهر ۴۴۴۲۲ نفر اعلام شد.